# Трагична повест живота и смрти доктора Фаустуса

Трагична повест живота и смрти доктора Фаустуса (енгл. The Tragical History of the Life and Death of Doctor Faustus), познатија само као Доктор Фаустус (енгл. Doctor Faustus), јесте елизабетанска трагедија Кристофера Марлоа, заснована на немачким причама о учењаку који продаје своју душу ђаволу у замену за магичну моћ. Написана крајем 16. века и први пут изведена око 1594. године, драма прати Фаустов успон као чаробњака кроз његов пакт са Луцифером — који омогућава демон Мефистофел — и његов коначни пад док не успева да се покаје пре свог проклетства.
Драма је сачувана у две главне верзије: краћој верзији из 1604. године, познатој као „А текст”, и проширеној верзији из 1616. године, познатој као „Б текст”, која укључује додатне сцене и материјал чије се ауторство оспорава. Иако се некада сматрао мање аутентичним, „Б текст” је поново привукао пажњу научника, посебно због својих комичних елемената и њиховог тематског значаја.
Доктор Фаустус спаја класичну трагедију са елизабетанском драмом, користећи структуру од пет чинова и хор. Тематски, истражује амбицију, границе знања, хришћанску теологију и ренесансни хуманизам. Критичари су дуго расправљали о његовом ставу према калвинистичкој предестинацији и одразу стрепњи из доба реформације.
Драма је имала трајан утицај, инспиришући адаптације на позорници, филму и у другим медијима. Извођења су од 17. века повезивана са натприродним легендама, а ликови Фауста и Мефистофела остају иконичне фигуре у западној књижевности.

## Извођење
Адмиралова трупа је извела представу 23 пута између септембра 1594. и октобра 1597. Дана 22. новембра 1602. године, дневник Филипа Хенслоуа забележио је исплату од 4 фунте Семјуелу Роулију и Вилијаму Берду за додатке драми, што указује на обнову представе убрзо након тог датума.
Снажан утицај раних продукција показују легенде које су се брзо појавиле око њих. У својој полемици против драме из 1632. године, Histriomastix, Вилијам Прин бележи причу да су се стварни ђаволи једном појавили на сцени током извођења Фаустуса, „на велико запрепашћење и глумаца и гледалаца”. Неки људи су наводно полудели, „поремећени тим страшним призором”. Џон Обри је забележио сличну легенду, да је Едвард Ален, главни глумац Адмиралове трупе, своје касније године посветио добротворним подухватима, попут оснивања колеџа Ален, као директан одговор на овај инцидент.

## Текст
С обзиром на извор у Historia von D. Johann Fausten, објављеној као чапбук у Немачкој 1587. године, и чињеницу да је најранији познати превод овог дела на енглески био 1592. године, драма је вероватно написана 1592. или 1593. године. Могуће је да је уписана у Stationers' Register 18. децембра 1592, иако су записи збуњујући и изгледа да указују на сукоб око права на драму. Накнадни упис у Stationers' Register, од 7. јануара 1601, додељује драму књижару Томасу Башелу (варијанте имена: Busshell или Bushnell), издавачу првог издања из 1604. године. Башел је пренео своја права на драму Џону Рајту 13. септембра 1610.

### Текст А и Текст Б
Постоје две верзије драме:
1. Кварто из 1604. године, који је штампао Валентајн Симс за Томаса Башела, обично се назива А текст. На насловној страни драма се приписује „Ch. Marl.”. Друго издање (А2) А текста штампао је Џорџ Елд за Џона Рајта 1609. године. То је само директна репринт издања из 1604. Текст је кратак за енглеску ренесансну драму, дугачак само 1485 стихова.
2. Кварто из 1616. године, који је објавио Џон Рајт, проширио је и изменио текст и обично се назива Б текст. Овај други текст је поново штампан 1619, 1620, 1624, 1631. и чак 1663. године. Б текст укључује додатке и ревизије које се приписују мање познатом драматургу и глумцу Семјуелу Роулију и Вилијаму Борну (или Берду), уз могуће доприносе и самог Марлоа.[8]... Верзија из 1604. се некада сматрала ближом драми како је првобитно извођена за Марлоовог живота, једноставно зато што је старија. До 1940-их, након утицајних студија Леа Киршбаума[9] и В. В. Грега,[10] верзија из 1604. је почела да се сматра скраћеницом, а верзија из 1616. Марлоовом оригиналном, потпунијом верзијом. Киршбаум и Грег су А-текст сматрали „лошим квартом”, а Б-текст су повезивали са самим Марлоом.[11] Од тада, научна мишљења су се променила, и већина научника данас сматра А-текст ауторитативнијим, иако „скраћеним и искривљеним”, према Чарлсу Николу.[12]

Верзија из 1616. изоставља 36 стихова, али додаје 676 нових, чинећи је отприлике за трећину дужом од верзије из 1604. Неки од заједничких стихова се разликују у формулацији; на пример, „Никад није касно, ако се Фаустус може покајати” у тексту из 1604. постаје „Никад није касно, ако се Фаустус хоће покајати” у тексту из 1616, што је промена која нуди веома различиту могућност за Фаустову наду и покајање.
Б текстови садрже многе дијалоге којих нема у А тексту. Један од најважнијих је разговор између доктора Фаустуса и Мефистофела. У Б тексту, Мефистофел преузима заслуге за проклетство доктора Фаустуса. Ово мења ток приче јер чини доктора Фаустуса мање кривим. Он је више жртва злих сила, а мање човек који се сам проклиње непромишљеним поступцима.
Још једна разлика између текстова А и Б је име ђавола којег Фаустус призива. Текст А наводи да је име углавном „Мефистофел”, док верзија текста Б обично наводи „Мефостофил”. Име ђавола је у сваком случају референца на Мефистофела у Faustbuch, изворном делу, које се појавило у енглеском преводу око 1588. године.
Однос између текстова је несигуран и многа модерна издања штампају оба. Као елизабетански драматург, Марло није имао никакве везе са објављивањем и није имао контролу над драмом у извођењу, тако да је било могуће да се сцене избаце или скрате, или да се додају нове сцене, па тако објављена издања могу бити модификоване верзије оригиналног сценарија.

## Ликови

### Доктор Фаустус
Доктор Фаустус је протагониста. Он је интелигентан човек чија га радозналост и амбиција воде да прода своју душу за моћ. Током целе драме, он се колеба између уживања у својој новостеченој моћи и покушаја да се покаје пред Богом. Пенски теоретише да, иако је у присуству стварних ђавола, Фаустус и даље не верује/не разуме у потпуности да је последица продаје душе одлазак у пакао све до краја драме.

### Мефистофел
Мефистофел је демон који прати доктора Фаустуса током целе драме. Први пут се појављује у 1. чину, 3. сцени, када доктор Фаустус покушава да призове демона из подземља. Он покушава да упозори Фаустуса на последице одрицања од Бога и Раја. Мефистофел даје Фаустусу опис Пакла и непрекидних ужаса које он садржи; жели да Фаустус зна у шта се упушта пре него што настави са погодбом:
Мислиш ли да ја, који видех лице Божје

И окусих вечну радост небеску,

Нисам мучен са десет хиљада паклова

Јер сам лишен вечног блаженства?

О Фаусте, остави ове површне захтеве

Који уносе ужас у моју слабу душу!
Мефистофел нуди двадесет четири године светске моћи у замену за његову душу, што је искушење које води Фаустуса на пут проклетства. Упркос томе, он верује да су натприродне моћи вредне доживотног боравка у Паклу:
Реци да он [Фаустус] преда њему [Луциферу] своју душу,

Па ће му он поштедети двадесет и четири године,

Пуштајући га да живи у свој пожуди,

Имајући тебе [Мефистофела] увек да ме служиш
Мефистофелов опис Пакла указује на врсту бола коју ће Фаустус доживети када му истекне уговор и када му душа коначно буде узета. Мефистофел ипак није увек тако озбиљан, он такође учествује и игра се заједно са ситним шалама које Фаустус прави другима.

### Вагнер
Вагнер је помоћник доктора Фаустуса који се први пут појављује у 1. чину, 1. сцени. Скот примећује да, иако Вагнер има моралну одговорност да одврати Фаустуса од магије, он уместо тога следи његове наредбе и имитира га. Вагнер дели неке од магичних моћи доктора Фаустуса, али његова употреба магије је више за његову забаву. Као у 1. чину, 4. сцени, када призива демоне да би преплашио кловна, Робина, да ради за њега. Вокер тврди да је Вагнер комични контраст доктору Фаустусу у драми; подривајући способност и интелигенцију доктора Фаустуса показујући да стицање демонске магије не захтева никакву стварну вештину.

### Добри анђео и Зли анђео
Добри анђео и Зли анђео су два лика која се појављују на више места у драми када се Фаустус налази на раскршћу шта да ради. Добри анђео покушава да убеди Фаустуса да се покаје и врати Богу, док Зли анђео покушава да убеди Фаустуса да је прошао тачку када му Бог може опростити.

### Луцифер
Луцифер је врховни ауторитет у паклу. Мефистофел каже Фаустусу да не може ништа да уради без Луциферовог одобрења и да Луцифер дозвољава људима да му продају душе јер жели више људи у паклу. Он се појављује Фаустусу два пута у драми, једном да би спречио Фаустуса да се покаје показујући му Седам смртних грехова и једном да би узео његову душу на крају драме. У 5. чину, 2. сцени Б-текста, додат је разговор између Луцифера, Мефистофела и Велзевула о томе како ће Фаустус ускоро патити у паклу.

### Робин и Ралф
Робин и Ралф су главни комични ликови у драми, иако је Ралф у Б-тексту преименован у „Дик”. Робин краде једну од књига за призивање доктора Фаустуса да би се са Ралфом шалио на рачун људи. Заједно са Вагнером, Робин и Ралф показују да свако може користити демонску магију и да вештине доктора Фаустуса нису посебне.

### Старац
Мистериозна и побожна верска фигура која се појављује у последњем чину, Старац служи као персонификација хришћанске вере и искупљења. Он представља последњу прилику за Фаустуса да се покаје и врати Богу, позивајући га да тражи милост чак и након демонског пакта. Непоколебљив пред претњама Мефистофела, Старац остаје чврст у свом уверењу да је божанска милост још увек доступна Фаустусу. Његово присуство наглашава централну тему драме о спасењу наспрам проклетства и појачава трагедију Фаустусовог коначног одбијања да се покаје.

## Извори
Доктор Фаустус је заснован на старијој причи; верује се да је то прва драматизација легенде о Фаусту. Лео Руикби верује да је Марло развио причу из популарног превода из 1592. године, обично названог Енглеска књига о Фаусту. Сматра се да је постојало раније, изгубљено немачко издање из 1587, Historia von D. Johann Fausten, које је и само можда било под утицајем још ранијих, једнако лоше очуваних памфлета на латинском (попут оних који су вероватно инспирисали обраду Јакоба Бидермана о проклетству доктора из Париза, Cenodoxus (1602)).
Неколико пророка или некроманата с краја петнаестог века усвојило је име Фаустус, што је референца на латинску реч за „повлашћен” или „срећан”; типичан пример био је Георгије Фаустус Хелмстетенис, који се називао астрологом и хиромантом, а који је протеран из града Инголштата због таквих пракси. Каснији коментатори су ову особу идентификовали као прототипског Фауста из легенде.
Без обзира на инспирацију, развој Марлоове драме је веома веран Књизи о Фаусту, посебно у начину на који меша комедију са трагедијом.
Међутим, Марло је такође увео неке промене како би је учинио оригиналнијом. Направио је четири главне измене:
- Фаустов солилоквиј, у 1. чину, о таштини људске науке
- Добри и Зли анђели
- Замена Параде ђавола за седам смртних грехова. Такође је нагласио Фаустове интелектуалне аспирације и радозналост, а умањио пороке у лику, како би причи дао ренесансну ауру.
- Име Бруно у сценама са супарничким папом подсећа на Ђордана Бруна који је суђен за јерес од стране инквизиције и спаљен на ломачи 1600. године. Ова референца указује да је Марло препознао космичку машинерију приче о Фаусту као одраз земаљске моћи и ауторитета, којим су дисиденти мучени и погубљивани у име послушности и конформизма.[32]

## Структура
Драма је написана у бланк версу и прози и има тринаест сцена (1604) или двадесет сцена (1616).... Бланк верс је углавном резервисан за главне сцене; проза се користи у комичним сценама. Модерни текстови деле драму на пет чинова; 5. чин је најкраћи. Као и у многим елизабетанским драмама, постоји хор (који функционише као наратор), који не комуницира са другим ликовима, већ пружа увод и закључак драме и, на почетку неких чинова, уводи догађаје који су се одиграли.
Поред историје и језичког стила, научници су критиковали и анализирали структуру драме. Леонард Х. Фреј написао је документ под називом У уводу и завршетку Доктора Фаустуса, који се углавном фокусира на Фаустове уводне и завршне солилоквије. Он наглашава важност солилоквија у драми, говорећи: „солилоквиј, можда више од било ког другог драмског средства, укључивао је публику у имагинативно занимање за догађаје на сцени”. Тиме што доктор Фаустус изговара ове солилоквије на почетку и на крају драме, фокус се усмерава на његове унутрашње мисли и осећања о подлегању ђаволу.
Солилоквији такође имају паралелне концепте. У уводном солилоквију, Фаустус почиње размишљањем о судбини свог живота и о томе какву каријеру жели. Свој солилоквиј завршава решењем: даће своју душу ђаволу. Слично томе, у завршном солилоквију, Фаустус почиње да размишља и коначно се мири са судбином коју је сам себи створио. Фреј такође објашњава: „Цео образац овог завршног солилоквија је стога суморна пародија на уводни, где се одлука доноси након, а не пре, прегледа”.

## Синопсис
Хор објашњава да је Фаустус био ниског порекла, али је ипак успео брзо да стекне докторат из теологије на Универзитету у Витенбергу. Међутим, његово интересовање за учење и понос убрзо су га одвели у некромантију.
У првој сцени драме, Фаустус изражава своју досаду и нестрпљење према различитим гранама знања и закључује да је само магија вредна учења. Он тражи од свог слуге Вагнера да се врати са чаробњацима Валдесом и Корнелијусом, који већ неко време покушавају да га заинтересују за магију. Док чека, посећују га Добри анђео, који покушава да га одврати од овог пута, и Зли анђео, који га охрабрује. Валдес и Корнелијус стижу и изјављују да су, ако се Фаустус посвети магији, велике ствари заиста могуће са неким Фаустовог учења и интелигенције.
Док је Фаустус на вечери са чаробњацима, два учењака примећују Фаустово одсуство и питају Вагнера где се налази. Када им Вагнер каже да је са Валдесом и Корнелијусом, учењаци се забрину да су га чаробњаци покварили и одлазе да обавесте ректора универзитета.
Фаустус покушава да призове ђавола, и Мефистофел стиже. Фаустус верује да га је он призвао, али Мефистофел каже да је дошао својом вољом, и да служи Луциферу, и да не може ништа да уради без његовог допуштења. Фаустус испитује Мефистофела о Луциферу и Паклу, и говори му да разговара са Луцифером и врати се. Следећа сцена је комични одраз у којој Вагнер призива два ђавола, којима плаши Кловна да му служи.
Мефистофел се враћа, и Фаустус потписује уговор сопственом крвљу: Мефистофел ће му служити 24 године, након чега ће га Луцифер узети, и тело и душу. Када је уговор потписан, Фаустус тражи жену, али Мефистофел одбија, говорећи да је брак „само церемонијална играчка”; он тражи књиге знања, а Мефистофел му даје једну књигу. У одговарајућој комичној сцени, Робин, коњушар, украо је књигу за призивање, и планира да прави несташлуке са њом.
Фаустус почиње да се колеба и размишља о Богу, и поново га посећују Добри и Зли анђели. Луцифер стиже да га подсети на уговор и забавља га представом Седам смртних грехова. Фаустус и Мефистофел затим путују Европом, на крају стижући у Рим, где праве шале на рачун Папе. Затим, Робин и Ралф (А верзија) или Дик (Б верзија), пошто су ухваћени у крађи пехара, позивају Мефистофела, који стиже и љутито их претвара у животиње пре него што се врати да служи Фаустусу. Фаустус је позван на двор цара Светог римског царства, где он и Мефистофел призивају Александра Великог и његову љубавницу и витезу стављају рогове превареног мужа јер их је исмевао. У А верзији, цар моли Фауста да одустане, и он то чини; у Б верзији следи дужа сцена у којој витез и његови пријатељи нападају Фаустуса; сви добијају рогове. У обе верзије, Фаустус затим прави шале на рачун трговца коњима. Фаустус и Мефистофел затим изводе магичну представу за Војводу и Војвоткињу од Ванхолта.
Када се Фаустових 24 године приближе крају, он своје имање оставља Вагнеру. Он призива Јелену Тројанску за неке студенте, и, када поново почне да размишља о покајању, обнавља своју заклетву Луциферу и тражи од Мефистофела Јелену као своју љубавницу. У завршној сцени, Фаустус признаје неким учењацима да је продао своју душу; упркос њиховим молитвама, ђаволи долазе по њега.

## Теолошка контроверза: калвинизам против антикалвинизма
Теолошке импликације Доктора Фаустуса биле су предмет значајне дебате. Међу најсложенијим тачкама спорења је да ли драма подржава или оспорава калвинистичку доктрину апсолутне предестинације, која је доминирала предавањима и списима многих енглеских учењака у другој половини шеснаестог века. Према Калвину, предестинација је значила да Бог, делујући по сопственој слободној вољи, бира неке људе да буду спасени, а друге да буду проклети — дакле, појединац нема контролу над сопственом коначном судбином. Ова доктрина је била извор велике контроверзе јер су је  антикалвинисти сматрали да ограничава човекову слободну вољу у погледу вере и спасења, и да представља дилему у смислу теодицеје.
У време када је Доктор Фаустус извођен, ова доктрина је била у успону у Енглеској, и под вођством пуританских теолога на Кембриџу и Оксфорду почела је да се сматра ортодоксним ставом Цркве Енглеске. Ипак, она је остала извор жестоке и, понекад, узавреле дебате између калвинистичких учењака, као што су Вилијам Витакер и Вилијам Перкинс, и антикалвиниста, као што су Вилијам Барет и Питер Баро. Спор између ових кембриџских интелектуалаца скоро је достигао свој врхунац у време када је Марло био студент тамо 1580-их, и вероватно би га дубоко утицао, као и многе његове колеге студенте....
Што се тиче Фаустове судбине, калвиниста закључује да је његово проклетство било неизбежно. Његово одбацивање Бога и каснија неспособност да се покаје узимају се као доказ да он никада заиста није припадао изабранима, већ да је од самог почетка био предодређен за одбацивање. За калвинисту, Фаустус представља најгору врсту грешника, јер је окусио небески дар и одбацио га. Његово проклетство је оправдано и заслужено јер никада није истински био прихваћен међу изабранима. Према овом гледишту, драма демонстрира Калвинов „тростепени концепт узрочности”, у којем је проклетство Фаустуса прво воља Божија, затим Сатанина, и на крају, његова сопствена.

## Теме и мотиви
„Опчињен” магијом (1.1.112), Фаустус се окреће мрачним вештинама када право, логика, наука и теологија не успеју да га задовоље. Према Чарлсу Николу, ово смешта драму чврсто у елизабетанско доба када је проблем магије („ослобођење или проклетство?”) био предмет расправе, и када је ренесансни окултизам тежио унапређењу науке. Никол, који повезује Фаустуса као „ревносног занатлију” (1.1.56) са „практичним искуством” које је промовисао Парацелзус, у првом види следбеника другог, „чаробњака као технолога”.
Драма је позната по чувеном стиху: „Зар ово беше лице што хиљаду бродова у море посла / И спали до темеља куле Илиона?”, који изговара Фаустус када види демона који се претвара да је Јелена Тројанска. Стих је парафраза изјаве из Лукијанових Дијалога мртвих. Често се цитира ван контекста да би се изразило дивљење Јелениној лепоти. Међутим, у Доктору Фаустусу, то се каже ђаволу који се представља као Јелена, и представља одговор на илузију; можда чак изражава разочарање што није лепша. Немачки песник и полимата Јохан Волфганг фон Гете поново је замислио сусрет Фауста и Јелене. У Фауст: Други део трагедије, сједињење Јелене и Фауста постаје сложена алегорија сусрета класично-идеалног и модерног света.
Религија је централна тема представљена кроз целу драму коришћењем лика др. Фаустуса да би се приказале борбе религиозног уверења и светског знања. Драма истражује сукоб између верске побожности и искушења земаљске моћи и мудрости. Текст је дубоко укорењен у хришћанској теологији с обзиром на референце на небо, пакао, ђаволе и библијске ликове, док истовремено приказује антирелигиозне слике које, заузврат, одражавају критику религије током реформације.
Фаустусова судбина одражава тему тражења искупљења и спасења кроз верску перспективу. Упркос неколико прилика да послуша упозорења учењака о последицама својих поступака, Фаустус наставља својим путем греха. Тек када се његов договор са Мефистофелом мора испунити, он моли за Божју милост и прилику да се покаје. На крају, његове молитве остају неуслишене док је коначно проклет, наглашавајући неповратне последице његових избора.

## Комичне сцене
У прошлости се претпостављало да су комичне сцене у драми додаци других писаца и да их није написао сам Кристофер Марло. Међутим, већина научника данас сматра комичне интерлудије саставним делом драме, без обзира на њиховог аутора, па се оне и даље укључују у штампана издања. Тон комичних сцена кроз А-текст и Б-текст показује прогресивну промену у Фаустусовим амбицијама, што је, заузврат, створило различите теорије о ауторима комичних реплика.
Кловнови и комични ликови у Марлоовом Доктору Фаустусу (Вагнер, Робин и Ралф) служе и као комично олакшање и показују да свако може приступити натприродном без обзира на степен искуства. Сцене које укључују ликове кловнова пружају лакши, алтернативни поглед на демонске студије. Поред тога, научник Брајан Лоранс сугерише да Кристофер Марло користи хумор како би различите позиције у друштву учинио лакшим за разумевање.

## Адаптације
Прва телевизијска адаптација емитована је 1947. године на BBC-ју са Дејвидом Кинг-Вудом као Фаустусом и Хјуом Грифитом као Мефистофелом. Године 1958, друга телевизијска верзија BBC-ја представила је Вилијама Сквајера као Фаустуса у адаптацији Роналда Ејра намењеној школама. Године 1961, BBC је адаптирао драму за телевизију као дводелну продукцију са Аланом Добијем као Фаустусом; ова продукција је такође била намењена за употребу у школама.
Драма је адаптирана за филм 1967. године од стране Ричарда Бартона и Невила Когила, који су филм засновали на продукцији Драмског друштва Универзитета у Оксфорду у којој је Бартон глумио насупрот Елизабет Тејлор као Јелене Тројанске.
Постоји неколико адаптација на BBC радију и другде:
- Прва продукција на BBC радију емитована је 29. јуна 1932. године, у режији Барбаре Бернам са Ајоном Свинлијем као Фаустусом.[52]
- Oxford University Dramatic Society је емитовао продукцију на BBC National Programme 13. априла 1934. са Р. Ф. Фелтоном као Фаустусом и П.Б.П. Гленвилом као Мефистофелом.[53]
- BBC Third Programme је емитовао адаптацију 11. октобра 1946. са Алеком Гинисом као Фаустусом и Лејдманом Брауном као Мефистофелом.[54]
- Друга адаптација BBC Third Programme емитована је 18. октобра 1949. са Робертом Харисом као Фаустусом, Питером Јустиновим као Мефистофелом, Рупертом Дејвисом као Луцифером и Доналдом Грејом као царем Немачке.[55]
- BBC Home Service је емитовао продукцију 1. јуна 1964. са Стивеном Маријем као Фаустусом и Есме Персијем као Мефистофелом.[56]
- 24. децембра 1995, BBC Radio 3 је емитовао адаптацију драме са Стивеном Муром као Фаустусом, Филипом Восом као Мефистофелом и Морисом Денамом као Старцем.[57]
- Адаптација је емитована на BBC Radiju 3 23. септембра 2007, овог пута са Патерсоном Џозефом као Фаустусом, Рејом Фироном као Мефистофелом, Тобијем Џоунсом као Вагнером, Џенет Мектир као Злим анђелом и Антоном Лесером као царем.[58]
- Америчка композиторка Мери Макарти Сноу (1928–2012) компоновала је музику за продукцију Др. Фаустуса на Универзитету Тексас Тек.[59]
- Продукција, коју је адаптирала и режирала Ема Хардинг са Џоном Хефернаном као Фаустусом и Мефистофелом, Перл Маки као Вагнером, Тимом Мекмуланом као Корнелијусом/царем Карлом V/Похлепом, Сајмоном Ладерсом као Валдесом/Велзевулом/Витезом и Франсис Томелти као Добрим анђелом, емитована је на BBC Radiju 3 19. септембра 2012.[60]
- Canadian Broadcasting Corporation је емитовао пуну радио адаптацију драме са Кенетом Велшом као Фаустусом и Ериком Петерсоном као Мефистофелом, касније је објавивши на аудио касети ( 978-0-660-18526-2) 2001. године као део своје серије "Велике драме миленијума".
- Два жива наступа у Лондону су снимљена и објављена на DVD-у: један у Greenwich Theatre 2010. и један у Глоб театру 2011. са Полом Хилтоном као Фаустусом и Артуром Дарвилом као Мефистофелом.
- Године 2020. компанија Beyond Shakespeare објавила је онлајн читање и дискусију о А тексту.[61]

## Критичка историја
Драма Доктор Фаустус написана је од стране Кристофера Марлоа након протестантске реформације и током врхунца елизабетанског доба. Религиозна реформација, или другачије позната као протестантска реформација, елизабетанског доба помогла је да се различита верска, морална и филозофска питања која је Марло представио у Доктору Фаустусу уопште сматрају легитимним питањима која се могу одговорити у то време. Такође, неки верују да је драма Доктор Фаустус додирнула неки облик постреформацијске верске трауме за своје гледаоце, што је додатно повећало њен укупни културни значај и утицај на рану публику.Доктор Фаустус је изазвао много контроверзи због Фаустове наводне интеракције са демонским царством. Пре Марлоа, мало је аутора који су се упустили у ову врсту писања. Након његове драме, други аутори су почели да проширују своје погледе на духовни свет.  Марло такође никада не прецизира намере своје драме, нити коме је била намењена. Овај недостатак прецизности је од тада довео до повећања академског интересовања за оба, и А и Б текст. Ипак, драма Доктор Фаустус је такође служила и наставља да служи као репрезентација немирних, бунтовних и радозналих умова ренесансних писаца и културе.
Штавише, Доктор Фаустус је изазвао широку критичку дебату од својих првих извођења. Како примећују Теренс П. Логан и Дензел С. Смит, „ниједна елизабетанска драма изван Шекспировог канона није изазвала више контроверзи” у погледу своје текстуалне историје, датума настанка и интерпретативне двосмислености. Они наглашавају да централно место легенде о Фаусту у западној интелектуалној историји компликује сваки покушај дефинитивног читања драме. Током векова, научници су различито тумачили драму као хришћанску моралну причу, критику ренесансне амбиције, сатиру сколастицизма и одраз Марлоових сопствених погледа на религију и хуманизам.